# Lluís Tudó i Pomar
Lluís Tudó i Pomar (Barcelona, 26 de maig de 1894 - Barcelona, 17 de juny de 1975) fou un futbolista català de la dècada de 1910, àrbitre i dirigent esportiu.

## Trajectòria
Començà a les categories inferiors del Futbol Club Barcelona i entre 1912 i 1918 jugà amb el primer equip en 65 partits, la majoria no oficials. Guanyà una Copa d'Espanya (1913), dos Campionats de Catalunya (1913, 1916) i una Copa dels Pirineus Orientals (1913). Als anys vint exercí d'àrbitre. Fou vocal de la directiva blaugrana entre el maig del 1933 i el juliol del 1934. Fou el fundador i el primer president (1946-61) de l'Agrupació d'Antics Jugadors del FC Barcelona.